# 玄覺悠子
玄覺 悠子（げんかく ゆうこ、1977年7月21日 - ）は、日本の女優。
石川県出身。劇団ポツドールを経て、舞台・テレビ・映画で活躍している。ニコフイルム所属。

## 出演

### 舞台
- ニセS高原から（ポツドール、2005年）
- 女のみち（ポツドール、2006年）
- 激情（ポツドール、2007年）
- 女の果て（ポツドール、2007年）
- 杭抗(コックリ)（乞局、2008年）
- ブス会「女の罪」（2010年7月29日 - 8月10日、リトルモア地下） - 真理亜 役
- シングルマザーズ（二兎社、2011年）

### 映画
- 光の雨（2005年、高橋伴明監督） - 矢崎マリ 役
- 竜馬の妻とその夫と愛人（2003年、市川準監督） - 姉 役
- 豚足の夜（2006年、金子直人監督）
- イキガミ（2008年、瀧本智行監督）
- ブタがいた教室（2008年、前田哲監督）
- 愛のむきだし（2008年、園子温監督）
- インスタント沼（2009年、三木聡監督）
- 死んだらゲームをすればいい（2009年、西野真伊監督）
- 結び目（2010年、小沼雄一監督）
- トルソ（2010年、山崎裕監督）
- RAILWAYS 49歳で電車の運転士になった男の物語（2010年、錦織良成監督） - 新聞記者 内藤 役
- GANTZ（2011年、佐藤信介監督） - 坂野理沙 役
- 君の好きなうた（2011年、柴山健次監督）
- 極道めし（2011年、前田哲監督）
- ヒミズ（2012年、園子温監督）
- どんずまり便器（2012年、小栗はるひ監督） - 陽子 役
- かぞくのくに（2012年、梁英姫監督） - 看護師 役
- 二十六夜待ち（2017年、越川道夫監督）

### テレビドラマ
- 去年ルノアールで （2007年7月 - 9月、テレビ東京）
- エジソンの母（2008年1月-3月、TBS）
- 週刊真木よう子 第7話「立川ドライブ」（2008年4月 - 6月、テレビ東京） - ホステス 役
- デリパンダ〜おしゃべりデリ坊、東京ド真ん中配達中〜 第3話「公民館の男たちカントクな男」（2008年7月20日、テレビ東京）
- 深夜食堂 第3話「お茶漬け」（2009年10月28日、毎日放送） - ジュン 役
- 闇金ウシジマくん 第8話 - 最終話（2010年12月7日・14日、毎日放送） - アサミ 役
- ブルドクター 第7話（2011年8月17日、日本テレビ） - 看護師 役
- 連続テレビ小説 カーネーション（2011年11月 - 2012年3月、NHK） - 昌子 役
- ヒトリシズカ 第1話（2012年10月21日、WOWOW） - 上原真由子 役
- 確証〜警視庁捜査3課 第5話 - 第6話（2013年5月13日・20日、TBS） - 清水貴子 役
- クロユリ団地〜序章〜 第11話 - 最終話（2013年6月18日・25日、TBS） - 小林とも江 役
- 幸せになる3つの買い物「ウェディングドレスを買った女」（2013年6月25日、関西テレビ）
- Woman 第4話（2013年7月24日、日本テレビ）
- 刑事吉永誠一 涙の事件簿 第1話（2013年10月11日、テレビ東京） - 須永弥生 役
- リーガルハイ 第6話（2013年11月13日、フジテレビ） - 根本尚美 役
- 足尾から来た女（2013年1月18・25日、NHK） - 直居スミ 役
- 大河ドラマ 軍師官兵衛（2014年、NHK） - お富 役
- ファーストクラス（2014年、フジテレビ） - 茅野麻紀 役
- 天使と悪魔-未解決事件匿名交渉課- 第7話（2015年5月22日、テレビ朝日） - 千代田響子 役
- ドS刑事 第6話（2015年5月16日、日本テレビ） - 安東理恵 役
- 我が家の問題（2018年） - 奥村敦子 役
- 僕らは奇跡でできている（2018年） ‐ 坂下祥子
- 知らなくていいコト（2020年） ‐ 浅井マネージャー
- #コールドゲーム 第3話（2021年6月19日 、東海テレビ・フジテレビ） - 陽菜の母 役

### CM
- アラガン「コンセプトF」（2006年）
- クオーク「ショートフィルム『bunkatsu』」（2006年）
- JCB（2008年）
- セキスイハイム東海「ボックスラーメン出前」篇（2008年）
- 三井住友海上「GK ガメラ」篇（2010年）[1]
- ユニ・チャーム（2010年）[1]
- ロッテ ACUO「ブティック」篇（2010年）　涼宮ハルヒに変化する店員役
- 大阪王将（2013年）
- SEIYU（2014年）[1]
- 日経ARIA（2018年）[1]

### ラジオ
- かんさい土曜ほっとタイム （2012年1月14日、NHKラジオ第1） - テレビドラマ『カーネーション』を中心に、経歴、出演作などについて語った。